# Cura.
CURA. è una rivista italiana nata come free press dedicata all'arte contemporanea con sede a Roma e contemporaneamente una piattaforma di investigazione delle nuove forme e scene artistiche che, pur mantenendo uno spirito indipendente, sviluppa progetti culturali attraverso collaborazioni con curatori ed artisti di diverse zone del mondo. La rivista è trimestrale ed è una pubblicazione bilingue italiana e inglese.
Tra le strutture della piattaforma è poi rilevante la parte editoriale che pubblica una serie di libri e cataloghi su vari artisti come CURA.BOOKS e la parte della curatela di mostre ed eventi, che vede un punto di partenza nello spazio Basement Roma, sviluppandosi poi in collaborazioni con strutture come il MAXXI - Museo nazionale delle arti del XXI secolo di Roma, la Serpentine Galleries di Londra o la Kunsthalle Lissabon di Lisbona.

## Storia
Cura.magazine nacque come rivista indipendente nel 2009 sotto la direzione editoriale di Ilaria Marotta e Andrea Baccin e si avvale della collaborazione di un circuito di critici ed artisti internazionali con l'intento di indagare la pratica artistica in relazione alla contemporaneità. Inizialmente nato come trimestrale, la rivista vedeva una redazione composta tra gli altri da Orsola Mileti, Giacomo Trogu, Mike Watson, Marco Antonini, Mirene Arsanios, Daniele Balit, Marco Baravalle, Susanna Bianchini, Andrea Bruciati, Rossella Caruso, Francesca Cavallo, Giulia Ferracci, Elena Forin, Maria Garcia, Julia Kläring, Federica La Paglia, Ulrick Loock, Sarah McAvera, Orsola Mileti, Felix Vogel, con un primo numero che aveva un formato di 205 x 285 millimetri ed era composto da 144 pagine più le 4 pagine di copertina.
Fin dall'inizio Ilaria Marotta ed Andrea Baccin idearono la rivista come centro di una piattaforma multidirezionale, che pur avendo come perno la pubblicazione cartacea, si sviluppasse anche nel campo dell'editoria e della curatela di mostre, creando così uno spazio di interazione e libero scambio di idee tra i diversi operatori dell'arte contemporanea. Conseguente alla rivista fu quindi la casa editrice Cura.books e lo spazio espositivo battezzato Basement Roma. Furono poi fondati la piattaforma online, nella quale le notizie vengono date in tempo reale, ed il Cura.store, che ispirandosi ai FluxShops di Fluxus e sulla linea dei progetti grafici sviluppati dagli artisti per la rivista stessa, propongono collaborazioni per sviluppare progetti come t-shiert e grafiche su tiratura di 150/200 copie. Nel 2010, dopo la partecipazione a Bologna Arte Fiera, Cura.magazine venne segnalato da alcune riviste come una delle pubblicazioni più interessanti per il "respiro internazionale".
La rivista viene distribuita nelle librerie dei più importanti musei del mondo da diversi distributori a seconda delle zone di riferimento. CURA. è distribuita attraverso Antenne Books e Les Presses Du Reel in Europa e nel mondo. Tra i Musei in cui la rivista viene venduta in Italia ci sono quelli del circuito della Associazione dei musei d'arte contemporanea italiani. Nel resto del mondo vi sono, solo per citarne alcuni, il Metropolitan Museum of Art ed il MOMA di New York, il Museum für Gegenwart di Berlino il Kunsthalle Mainz di Magonza, la Tate Modern di Londra o il Centre Pompidou di Parigi.